# Novodinia australis
Novodinia australis är en sjöstjärneart som först beskrevs av Hubert Lyman Clark 1916.  Novodinia australis ingår i släktet Novodinia och familjen Brisingidae. Inga underarter finns listade i Catalogue of Life.